# فرودگاه الدویم
فرودگاه الدویم (به انگلیسی: El Daein Airport) یک فرودگاه است . این فرودگاه در شهر الدویم، سودان کشور سودان قرار دارد .